# Kloster Nydala

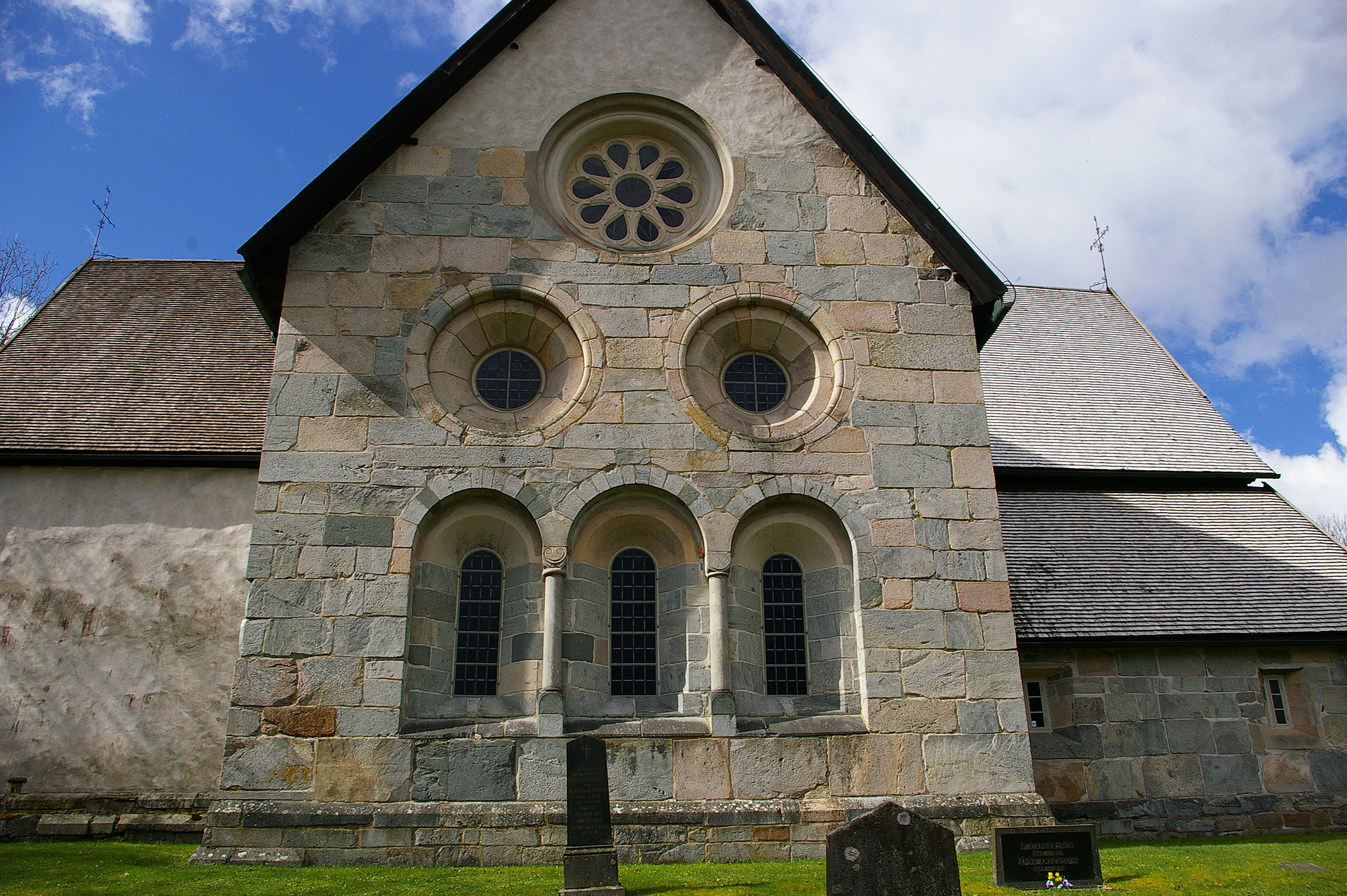
Klosterkirche von Osten

Das Kloster Nydala war ein Kloster für Mönche des Zisterzienserordens. Es lag am Nordrand des Sees Rusken in der heutigen schwedischen Gemeinde Värnamo in Småland.
Nydala entstand 1143 zusammen mit dem Kloster Alvastra; es waren die beiden ersten Klöster im damaligen Schweden. Der Name Nydala (lateinisch nova vallis ‚neues Tal‘) bezieht sich auf das Mutterkloster des Ordens im französischen Clairvaux (lat. clara vallis ‚klares/helles Tal‘). Die Gebäude wurden, entsprechend den Regeln des Ordens, weit ab von anderen Siedlungen auf unbebautem Gelände errichtet. Es gibt Hinweise darauf, dass die Mönche für den Bau des Klosters eine Ziegelei errichteten. 1164 gründeten Mönche aus Nydala das Kloster Roma auf Gotland. Nydala ist das einzige schwedische Zisterzienserkloster, in dem noch eine Kapelle aus der Entstehungszeit existiert.

## Bewirtschaftung
Anfänglich versorgten sich die Mönche durch Fischerei im See Bolmen und im Fluss Bolmån. Die Fischereirechte wurden ihnen mehrfach durch die Könige der Geschlechter Erik und Sverker zugesichert. Später gehörten zum Kloster auch landwirtschaftliche Flächen und Wälder. Heinrich von Uppsala ermunterte 1258 die Einwohner der Region am Ausbau des Klosters mitzuwirken. Als Anreiz dazu versprach er den Helfern, dass ihnen ein Teil der Ablasszahlung erlassen wird. In den folgenden Jahren erhielt das Kloster einen Teil des Zehnten, den die Bischöfe von Linköping von den Bauern der Gegend einforderten.
Die Päpste Bonifatius IX. und Julius II. fertigten 1390 bzw. 1503 Schutzbriefe an, welche die Privilegien des Klosters bestätigten. Zu Beginn des 16. Jahrhunderts war Nydala das größte Zisterzienserkloster Schwedens, zu dem etwa 250 Bauernhöfe gehörten. Damit war es der größte Landeigner in Småland. In dieser Hinsicht wurde es in Schweden nur vom Kloster Vadstena übertroffen, dem etwa 1000 Bauernhöfe angeschlossen waren.

## Niedergang
Christian II. machte 1521 bei seiner Heimreise vom Stockholmer Blutbad Halt in Nydala. Am nächsten Tag ließ er das Kloster plündern. Laut einer Legende ordnete er an, dass ein Loch in das Eis des angrenzenden Sees Rusken geschlagen werden sollte, in dem man den Abt und mehrere Mönche ertränkte.
Das Kloster wurde 1524 wiedereröffnet, doch schon 1529 ließ König Gustav Wasa die zugehörigen Besitztümer für die Krone einziehen. Im Zuge des Dreikronenkrieges brannten dänische Truppen die Klostergebäude nieder. Heute existieren nur noch die Ruine der Bauernkirche, Reste von kleineren mittelalterlichen Häusern und die Teile der Klosterkirche, die in die neue Kirche der Kirchengemeinde integriert wurden.